# Črni zobnik
Črni zobnik (znanstveno ime Hyoscyamus niger), je strupena rastlina iz družine razhudnikovk, ki izvira iz Evrazije, danes pa je razširjena že po celem svetu.

## Opis
Črni zobnik je enoletna ali dvoletna zel, ki prvo leto najpogosteje požene le venec listov, drugo leto pa razvije od 30 do 100 cm visoko steblo, ki je močno olistano, lahko razvejano ali pa ravno. Steblo in listi so pokriti z mnogo lepljivimi dlačicami.
Listi so nekoliko mesnati, na steblo nameščeni premenjalno. Spodnji listi so pecljati, zgornji pa sedeči. V dolžino dosežejo med 6 in 15 cm, občasno pa lahko vse do 40 cm. Oblika listov je različna. Spodnji imajo od pet do sedem krp, srednji tri trikotne krpe, zgornji pa imajo le še po dva zobca.
Zvonasti cvetovi se razvijejo od junija do oktobra na vrhu rastline in so umazano rumene barve z vijoličnimi ali rjavimi žilami. Združeni so v grozde, iz njih pa se razvijejo majolikam podobne glavice, v katerih so majhna razbrazdana semena svetle barve.
Cela rastlina ima neprijeten vonj. Predvsem semena so bogata s tropanskimi alkaloidi, ki so v večji količini strupeni toksini, v manjši pa zelo  učinkovita zdravila; rastlina jih vsebuje 0,045–1,14 %, predvsem veliko (tudi v primeri z volčjo češnjo) hiosciamina  in skopolamina. Vsebuje še atropin,1 kalistegin, vitanolid, tiraminske derivate, flavonolne glikozide (kvercitin, rutin, kaempferol), lignanamide  in lignane, med njimi kumarinlignane: novoodkriti kleomiskozin A metil eter, venkatazin, hiozgerin,  kleomiskozin A in kleomiskozin B, atroscin in nealkaloidne učinkovine

## Razširjenost
Črni zobnik  raste na pognojenih, torej z dušikom bogatih pustih tleh in neobdelanih površinah. Pogosto se razrašča po razvalinah ter ob poteh in grapah. V Sloveniji je precej redka, zato zaščitena  rastlina.

## Uporabnost
V pretekosti so toksine črnega zobnika uporabljali v kombinaciji z drugimi naravnimi toksini kot anestetik, pa tudi v psihedeličnih napojih. Zaužitje teh toksinov je povzročalo halucinacije ter občutek letenja, največ pa so jih uporabljali v Evropi, Aziji in Arabiji, v srednjem veku pa se je uporaba razširila tudi v Anglijo. O rastlini in njenih učinkih je pisal že Plinij starejši, ki je pisal, da so napoje iz črnega zobnika za doseganje posebnih stanj uporabljale apolonove svečenice. Rastlino je poimenoval Herba Apollinaris.
Alkaloidi, ki jih vsebuje črni zobnik so isti kot pri volčji češnji, zaradi česar na telo učinkujejo na enak način. V manjših dozah se najprej pojavijo halucinacije in razširjene zenice, ki jih spremlja nemirnost in rdečica. Pri zaužitju večjih količin se pojavi bruhanje, hipertenzija in v skrajenm primeru smrt.
Kljub temu pa rastlina ni strupena za vse živali. Z njo se namreč prehranjujejo gosenice nekaterih vrst metuljev.
Pred uporabo hmelja v pivovarstvu so za okus pivu dodajali črni zobnik.
Strup črnega zobnika naj bi kot način za umor Hamletovega očeta v svoji drami uporabil William Shakespeare.
Zobnikovo olje (Oleum Hyoscyami) so sicer v preteklosti kuhali iz listov črnega zobnika in ga uporabljali za zdravljenje ušesnih vnetij, pa tudi kot sredstvo proti revmatizmu.
Prav iz zobnika sta nemška lekarnarja P. L. Geiger in L. Hesse leta 1833 prvič izločila hiosciamin (oba stereoizomera: L- in D-hiosciamin) in po 1880 L-hioscin, kasneje imenovan skopolamin.